# Dichte muggenorchis
De dichte muggenorchis (Gymnadenia densiflora) is een orchideeënsoort.

## Kenmerken
De dichte muggenorchis wordt tot 70 cm hoog. De bloemen van de plant ruiken naar kruidnagels, en worden voornamelijk door vlinders bestoven. De soort lijkt veel op de nauw verwante grote muggenorchis (Gymnadenia conopsea), maar onderscheidt zich vooral vanwege de veel dichtere bloeitros, waardoor de hoofdas minder goed zichtbaar is.

## Taxonomie
De dichte muggenorchis werd in 1806 voor het eerst beschreven, onder de naam Orchis conopsea var. densiflora. Gedurende de 19e eeuw, maar ook nog daarna, ontstonden er verschillende visies omtrent de juiste taxonomische opvatting over de plant. Het ging met name om de vraag of men de dichte muggenorchis moest beschouwen als een zelfstandige soort of als een variëteit of ondersoort van de grote muggenorchis. Een genetische studie uit 2007 heeft desondanks bevestigd dat de dichte muggenorchis een zelfstandige soort is. Ook in de 24e editie van de Heukels' Flora van Nederland uit 2020 wordt de dichte muggenorchis als een zelfstandige soort beschouwd.
De dichte muggenorchis kent in Nederland één variëteit: de Friese muggenorchis (Gymnadenia densiflora var. friesica). Deze variëteit is een stuk lager; ze worden meestal niet meer dan 10-20 cm hoog. Daarnaast is de Friese muggenorchis morfologisch te herkennen aan een kleinere en minder diep ingesneden kroonlip.

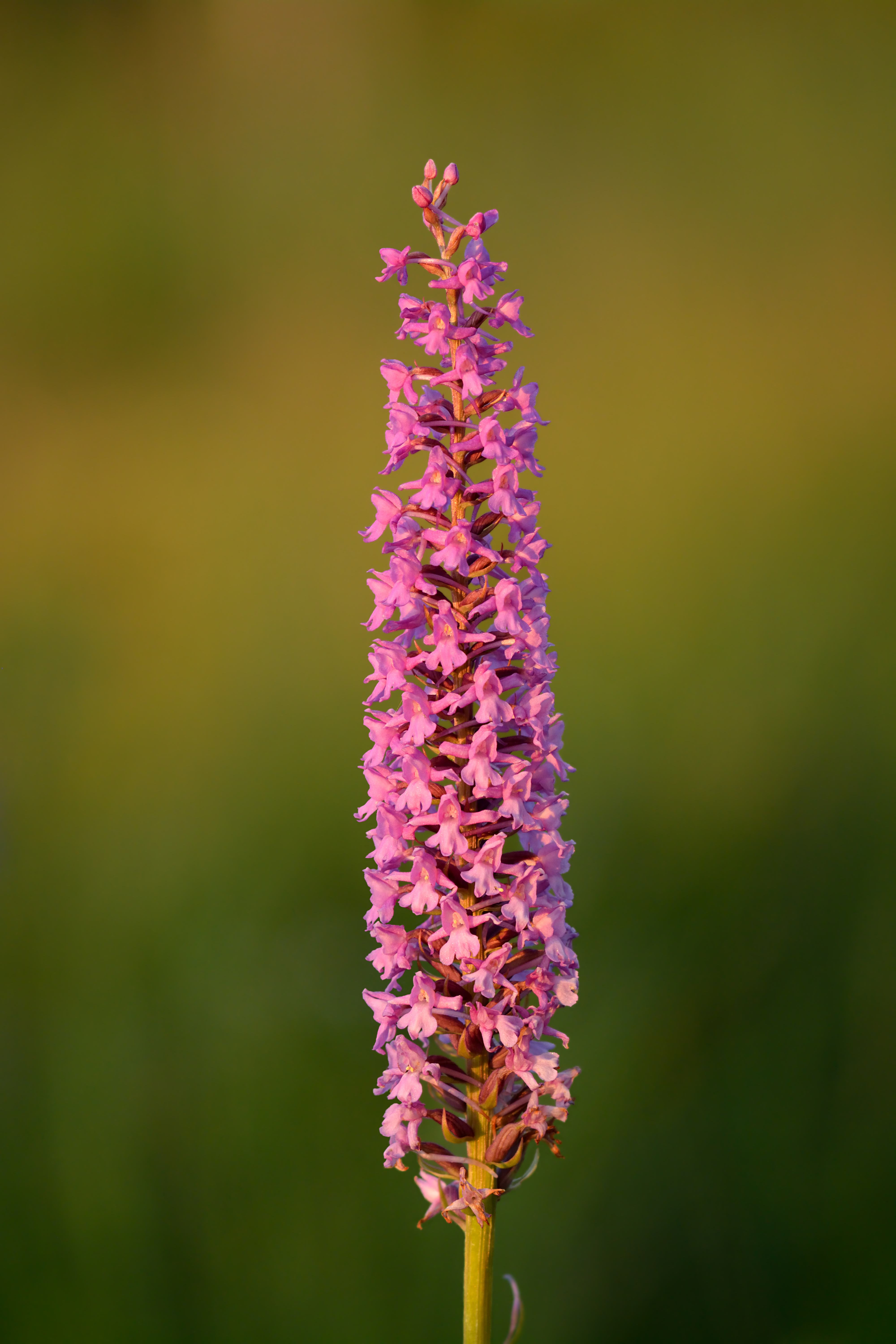
Close-up van de bloeitros
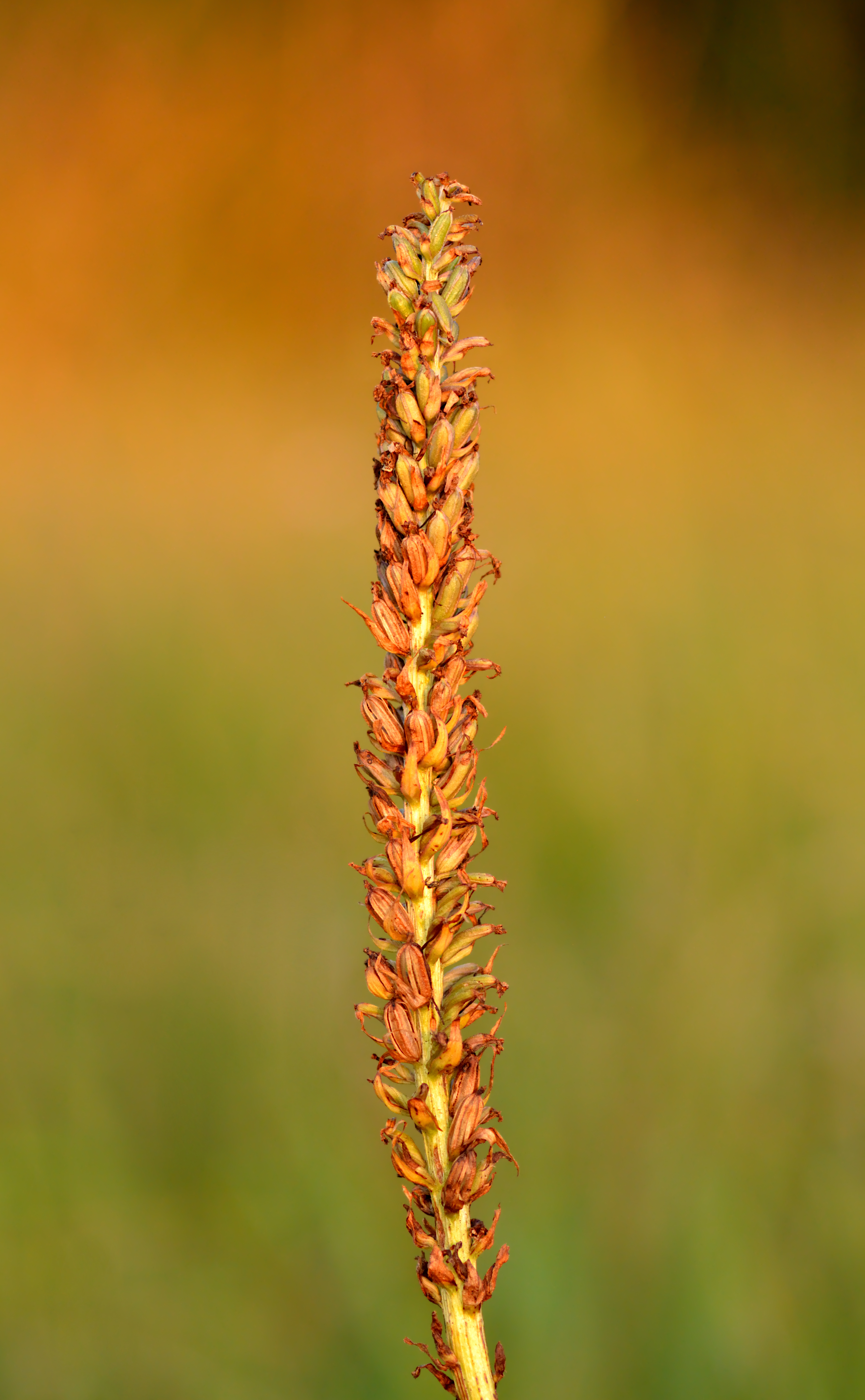
Vruchtdragende bloemsteel
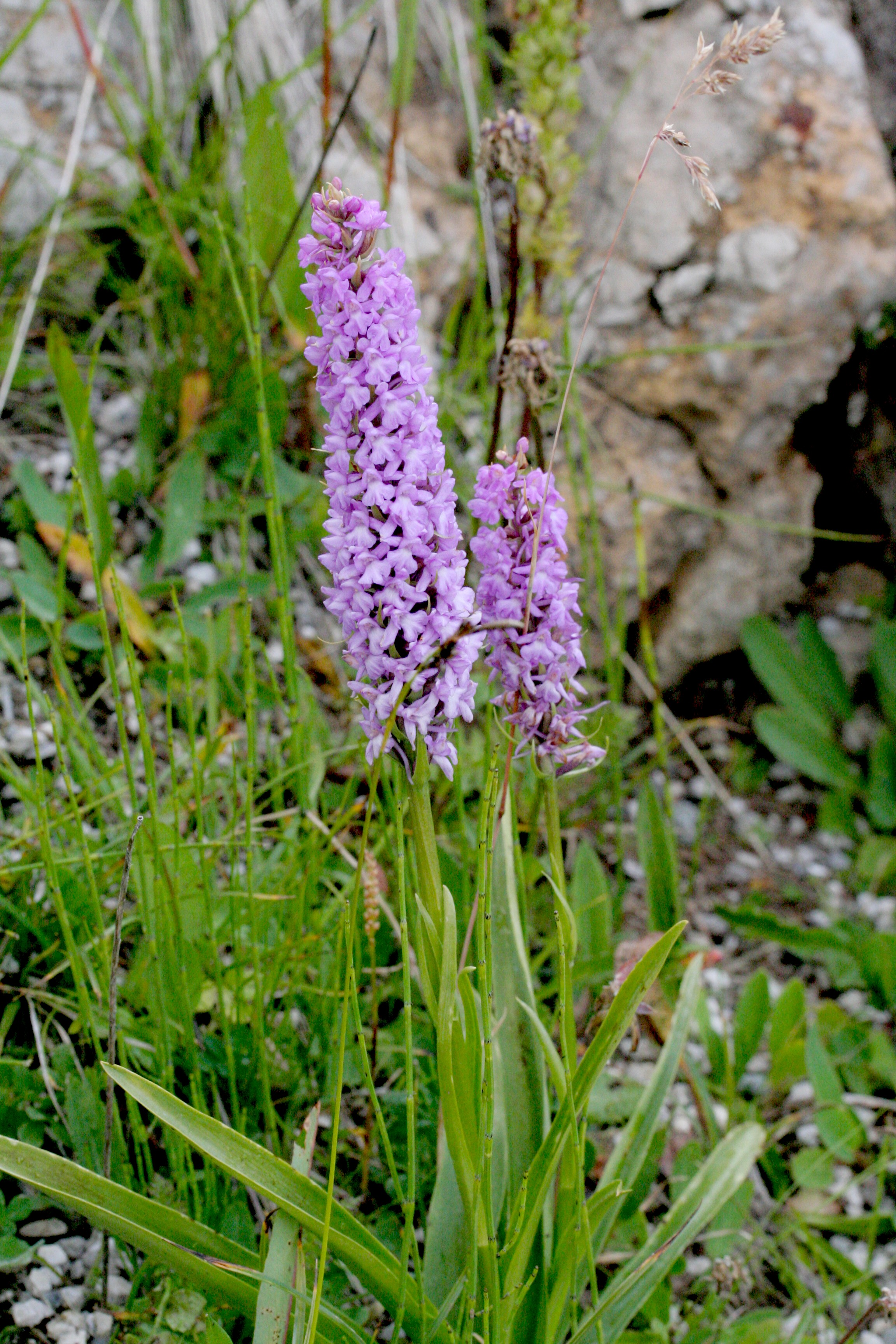
Wild exemplaar in Italië